# Air Åland
Air Åland AB — финская региональная авиакомпания. Штаб-квартира компании располагалась в Мариехамне на Аландских островах.

## История

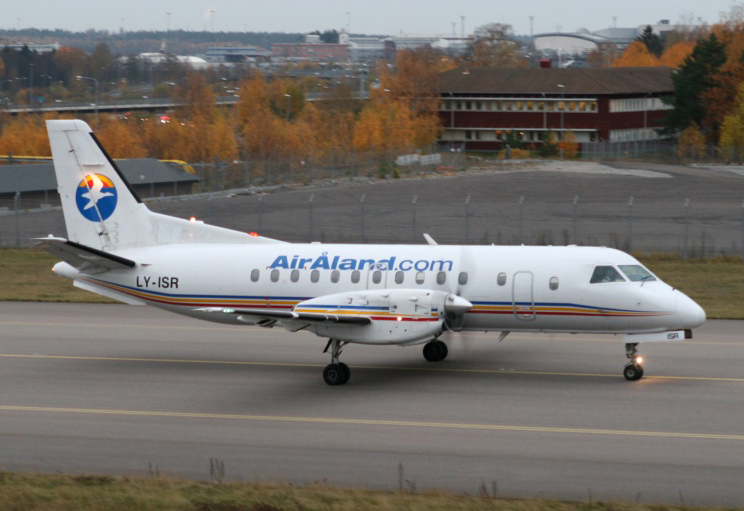
Saab 340 компании Air-Åland в аэропорту Стокгольма Арланда

Компания основана в 2005 году. Дискуссия о создании авиакомпании, базирующейся на Аландских островах, шли на протяжении длительного времени, поскольку регулярное авиасообщение в направлении как Швеции, так и Финляндии было жизненно необходимо для экономического развития островов. Авиакомпания Flyg & Far Åland Ab, позднее переименованная в Air Åland Ab, была основана в январе 2005 года. 29 октября 2005 года было открыто регулярное авиасообщение между Мариехамном и Хельсинки, а 13 марта 2006 года между Мариехамном и Стокгольмом (аэропорт Арланда).. Компания прекратила полёты 1 июля 2012 года.

## Направления
Авиакомпания обеспечивала полёты по следующим направлениям:
- - Хельсинки (Хельсинки-Вантаа)
- - Стокгольм (Стокгольм-Арланда)
- - Мариехамн (базовый аэропорт)

## Флот
Air Åland располагала следующими воздушными судами :
- 2 Saab 340A